# Batroun
Batroun is een Libanese kustplaats, 50 kilometer ten noorden van Beiroet. De stad ligt in het zuiden van het gouvernement Noord en is de hoofdstad van het district Batroun. Het is een van de oudste steden ter wereld. De stad is ook bekend onder de Griekse naam Botrys (ook wel Bothrys; Latijn Botrus).
In de Amarna-brieven uit de veertiende eeuw voor Christus werd de stad Batruna al genoemd. Blijkbaar is de stad later vernietigd, want er zij wordt opnieuw gesticht door Ithobaäl I in de negende eeuw voor Christus. Uit deze tijd stamt de Fenicische muur, gebouwd van zandsteen uit de enorme steengroeve van Batroun. Er is een Romeins theater en er zijn veel historische kerken, zowel katholiek als oosters-orthodox en oriëntaals-orthodox. In 551 werd de stad vernietigd door een aardbeving, de kaap brak, waardoor een natuurlijke haven ontstond.
In de 11e eeuw streken de kruisvaarders in het gebied neer, waaruit het Graafschap Tripoli voortkwam. Van Batroun werd een grafelijk domein gemaakt, het Leenschap Botroun.
Toeristen bezoeken de stad vanwege het strand en het nachtleven. Ze drinken er de limonade waar Batroun beroemd om is en eten de verse vis die dagelijks uit de haven wordt aangevoerd.
Een greep uit de vele namen van de stad:

Batroun, Batrun, Borrys, Bostrys, Botrys, Botrus, Petrounion

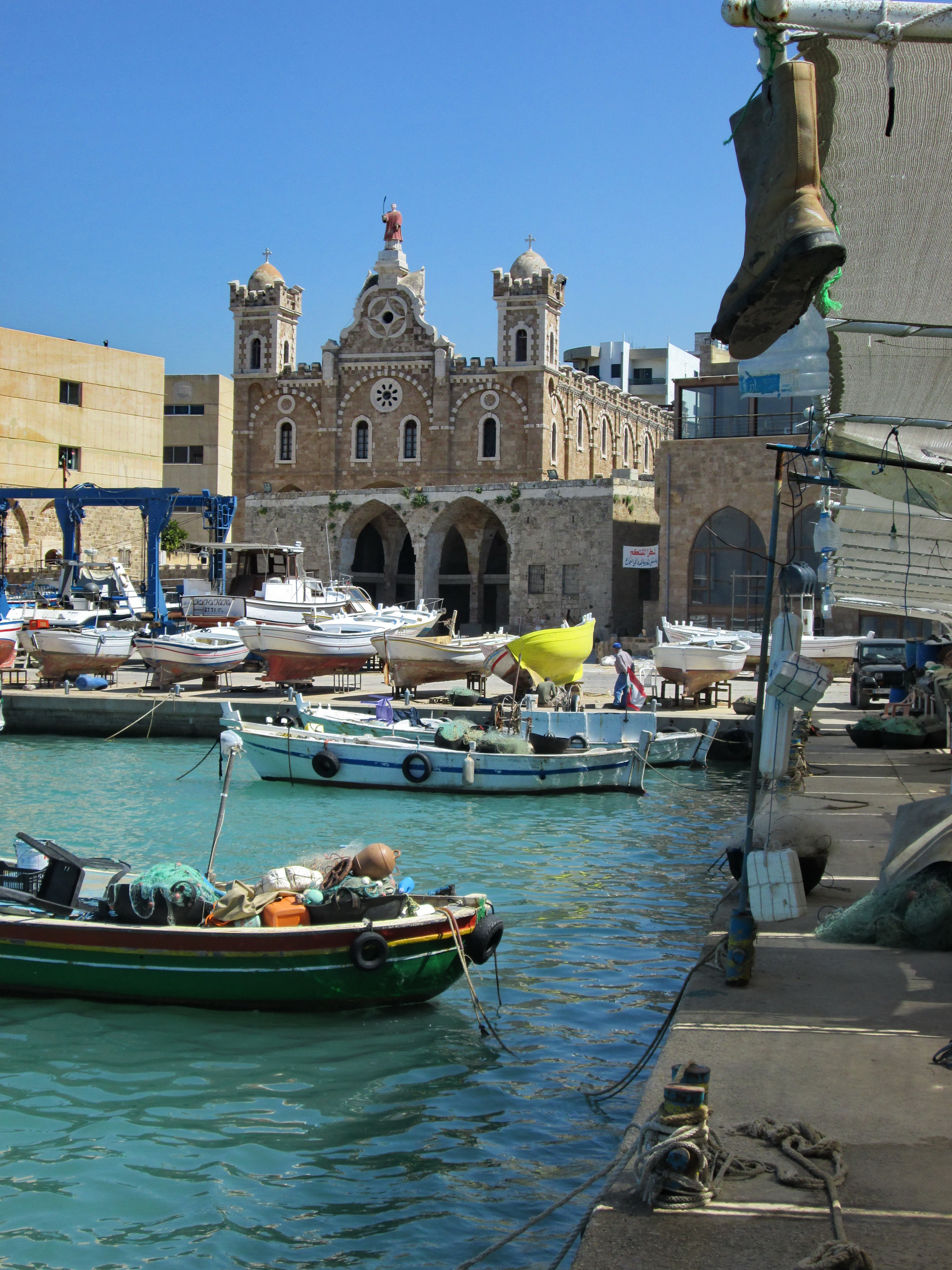
Haven van Batroun
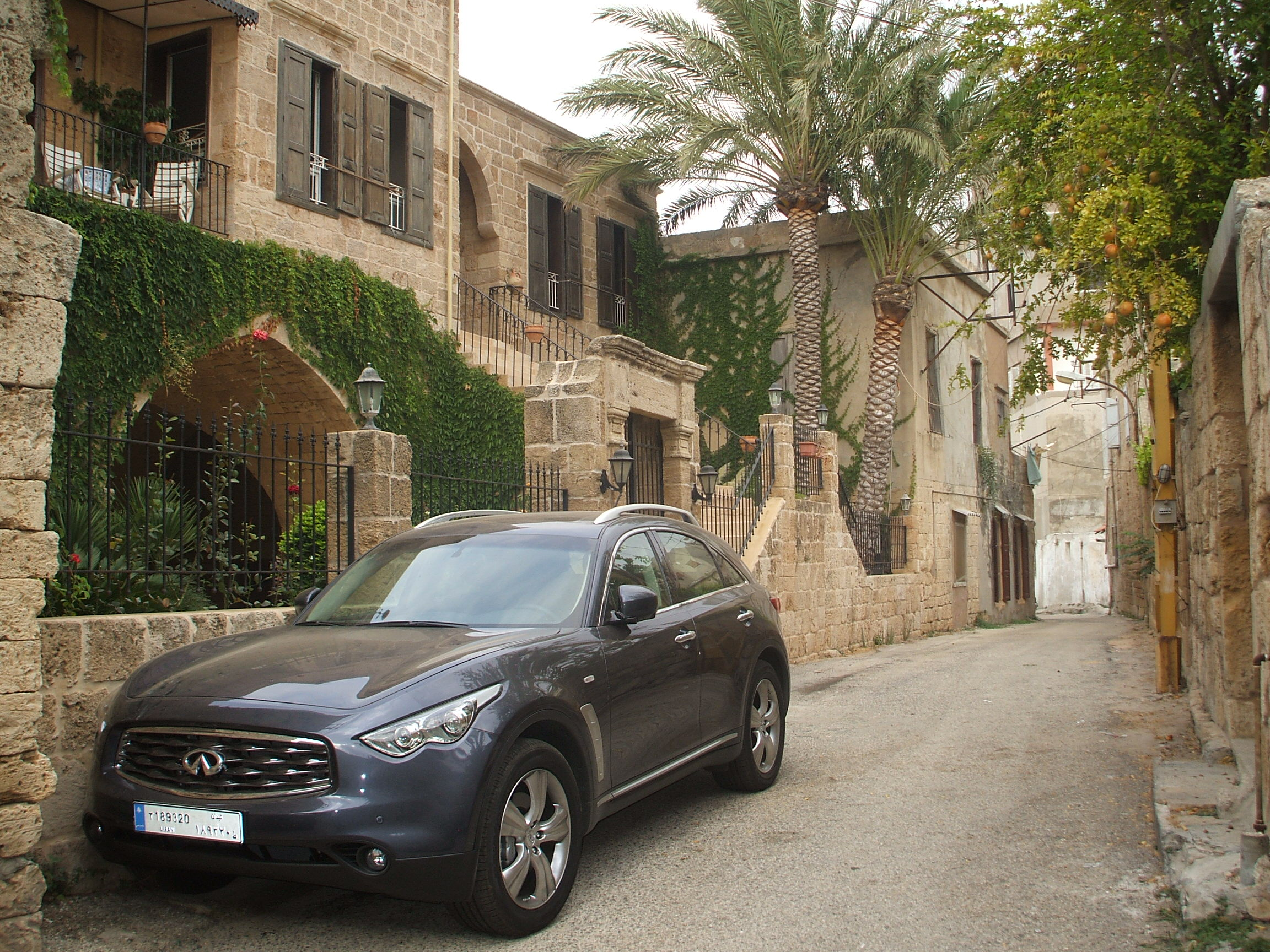
Straat in Batroun
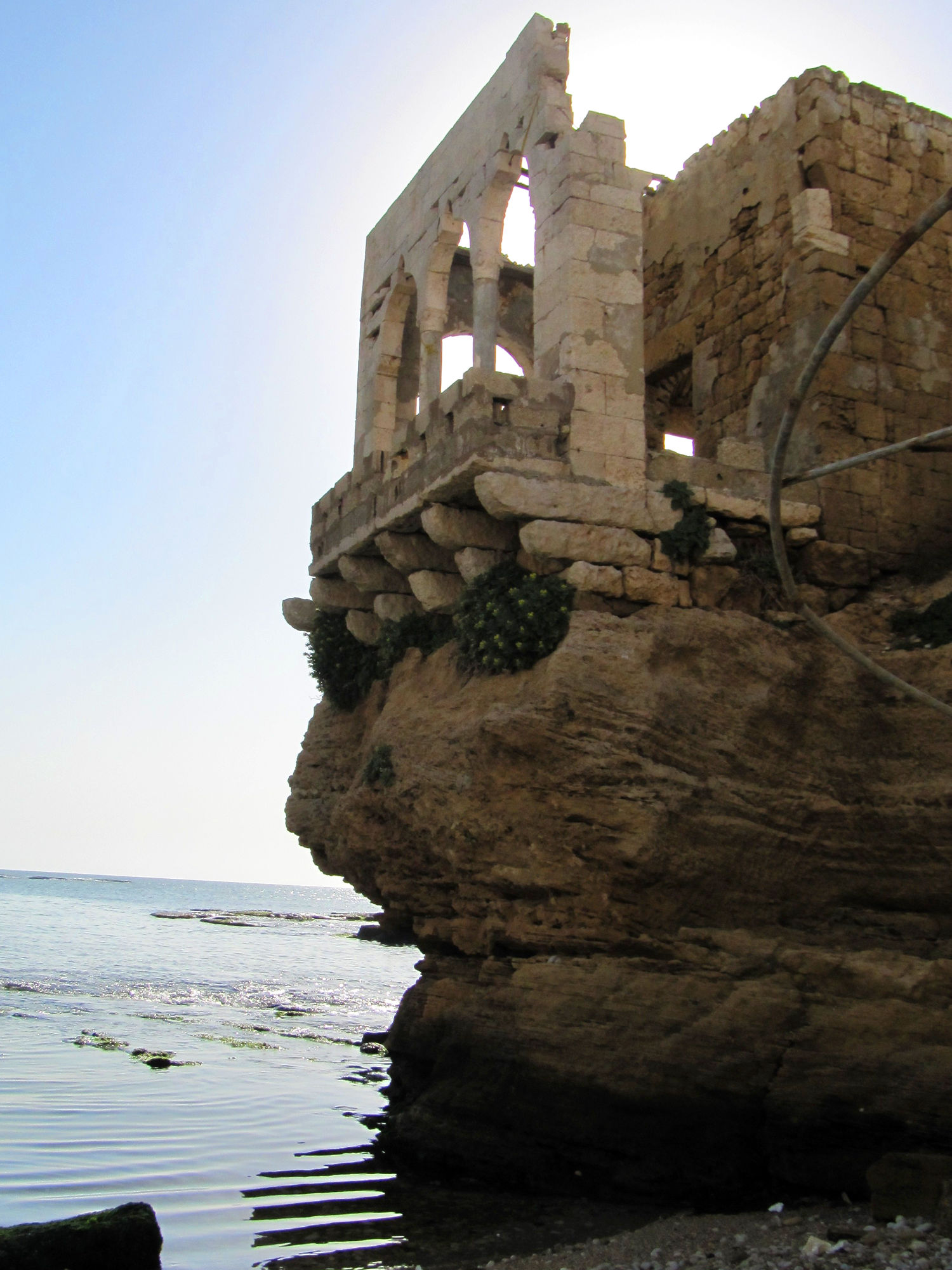
Makaad El Mir
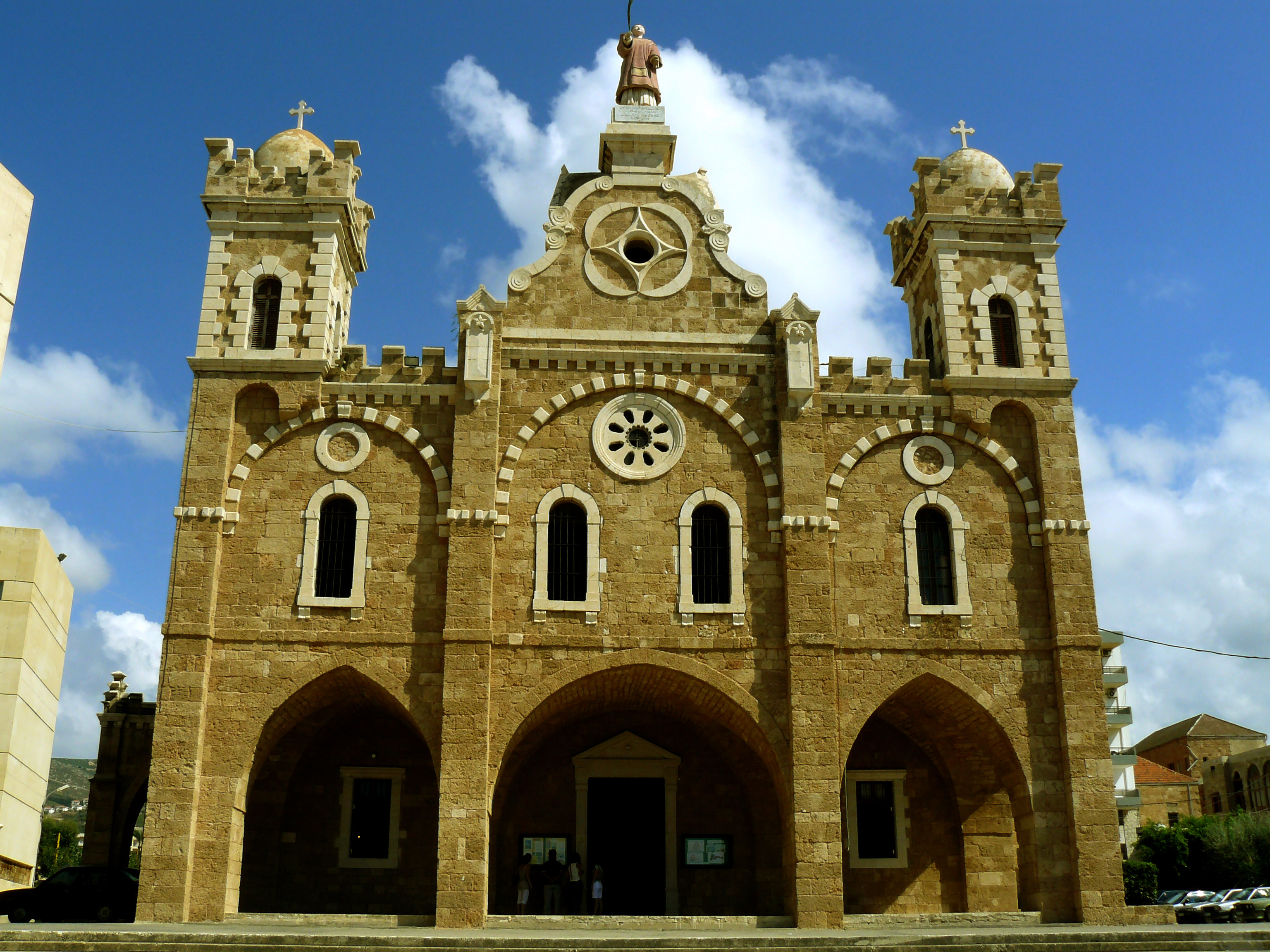
St. Stephanuskerk in Batroun